# La foresta dei Mitago
La foresta dei Mitago (Mitago Wood) è un romanzo fantasy di Robert Holdstock, pubblicato la prima volta nel Regno Unito nel 1984. L'opera fa parte della Saga dei Mitago e si aggiudicò il World Fantasy Award come miglior romanzo del 1985.

## Trama
(Dal diario di Harry Keeton, La foresta dei Mitago)
Il ventenne Stephen Huxley, torna dalla seconda guerra mondiale nella sua casa in Inghilterra. Qui ritrova il fratello Christian, che manifesta però uno strano comportamento ossessivo nei confronti della foresta che cresce accanto alla loro tenuta. Christian cerca di spiegare all'incredulo fratello quali misteri cela la foresta di Ryhope, cercando di dare una spiegazione alla morte del padre, avvenuta anni prima in circostanze misteriose. Stephen scopre quindi dell'esistenza dei mitago, strane creature mitologiche create dal subconscio di chi si addentra nella foresta. Si innamora di Guiwenneth, una ragazza mitago, desiderata però anche dal fratello che la rapisce per portarla dentro la foresta. Stephen, assieme all'amico Harry Keeton, parte dunque per un lungo viaggio all'interno della sconfinata foresta, alla ricerca della ragazza amata e per cercare di fermare colui che, le spaventate popolazioni mitago del cuore della foresta, chiamano "Lo Straniero".

## Descrizione del libro
La foresta dei Mitago, ovvero la foresta di Ryhope (Ryhope Wood), è un reame immaginario creato da Robert Holdstock per la novella omonima pubblicata nel 1981, trasformata poi in romanzo nel 1984.
La foresta di Ryhope è un antico bosco rimasto indisturbato dall'ultima era glaciale e dall'esterno non sembra più grande di cinque chilometri quadrati (per analogia si prenda come esempio l'area di dieci campi da calcio). Tale foresta è un chiaro esempio di universo parallelo intersecato con il mondo reale. Il bosco è denso e molto più vasto all'interno che all'esterno. Nonostante bastino poche ore per percorrerne il perimetro, una volta all'interno sono necessarie parecchie settimane di cammino per raggiungere il cuore del bosco, chiamato Lavondyss.
John Clute definisce la foresta come un abissale risonatore ctonico (abyssal chtonic resonator), poiché è la fonte e la casa delle immagini mito, o mitago, ovvero creature (tra cui animali, mostri e umani) generate dalle antiche memorie e miti insite nel subconscio della mente umane che vi passano accanto.
Il libro in sé definisce i mitago come "immagine mito, l'immagine della forma idealizzata di una creatura mitologica". I mitago sono pericolosamente reali, ma se si allontanano troppo dalla foresta lentamente si deteriorano fino a morire. Essendo creati sulla base dei miti umani, il loro aspetto varia a seconda di come tale mito è stato assimilato dalla mente di chi l'ha creato; per esempio potrebbero esistere allo stesso tempo più Re Artù, Robin Hood o Herne il Cacciatore, tutti di aspetto e carattere diverso ma che seguono comunque le "regole" alla base del loro mito di appartenenza (ad esempio Robin Hood, anche se di aspetto e carattere differente, sarebbe comunque "il ladro che ruba ai ricchi per dare ai poveri").
Data la scarsità di popolazione intorno alla foresta di Ryhope, anche i mitago che abitano i boschi risulterebbero essere pochi, se non fosse per l'interesse e i deliberati esperimenti di George Huxley negli anni trenta. Ciò comportò la formazione di numerosi mitago, molti più di quelli che normalmente sarebbero esistiti contemporaneamente in un dato periodo di tempo. Viene rivelato ne Il tempio verde, ambientato anni dopo, che i mitago possono essere creati anche in modo consapevole, decidendo arbitrariamente quale aspetto fornirgli.
Oltre a creare persone, animali e mostri fisicamente vivi, la foresta è in grado di generare anche luoghi archetipi, da castelli a campi di battaglia a piccoli antichi villaggi. In Lavondyss questi luoghi vengono chiamati Geistzone o luoghi spirito. Il tempo, all'interno della foresta, scorre in modo diverso rispetto all'esterno. Ad esempio quando Christian Huxley torna dopo essere stato nella foresta per alcuni mesi, Stephen, rimasto all'esterno, stenta a riconoscerlo nell'uomo invecchiato e brizzolato che si trova davanti.

## Premi e riconoscimenti
- La novella Mythago Wood vinse il BSFA Award come miglior racconto breve del 1981
- La novella Mythago Wood vinse il World Fantasy Award miglior novella del 1982
- Il romanzo La foresta dei Mitago vinse il BSFA Award miglior romanzo del 1984
- Il romanzo La foresta dei Mitago vinse ile World Fantasy Award miglior romanzo del 1985.
- Il romanzo La Forêt des Mythagos, in lingua francese, vinse il Grand Prix de l'Imaginaire nella categoria Prix spécial del 2003.
- Il romanzo La foresta dei Mitago venne nominato su Masterpieces of Fantasy series di Easton Press, che lo descrisse come lavoro di eterna importanza, bellezza e significato.